# Aegialites persica
Aegialites persica là một loài bọ cánh cứng trong họ Salpingidae. Loài này được Motchoulsky miêu tả khoa học năm 1845.